# Oficina de enlace intercoreana
La Oficina de enlace intercoreana (Coreano, 남북공동연락사무소; Hanja, 南北共同連絡事務所; Romanización revisada del coreano, Nambuk gongdong yeollak samuso) fue una oficina utilizada como punto de enlace entre Corea del Norte y Corea del Sur localizada en la Región Industrial de Kaesong.
Por la ausencia de relaciones diplomáticas formales, el edificio funcionó como embajada de facto, proporcionando un canal de comunicación directo entre ambas naciones. Encabezado por el representante norcoreano Jon Jong-su, vicepresidente del Comité para la Reunificación Pacífica de la Patria y del representante surcoreano Chun Hae-sung, viceministro del Ministerio de Unificación.
La oficina de cuatro pisos fue derribada por Corea del Norte el 16 de junio de 2020. Estuvo sin uso desde enero de 2020 debido a la pandemia de COVID-19.

## Historia
La oficina de enlace fue establecida como parte de la Declaración de Panmunjom, firmado por el líder norcoreano Kim Jong-un y Moon Jae-im, presidente de Corea del Sur, el 27 de abril de 2018, durante la cumbre intercoreana de 2018 en Panmunjom. La oficina consistía en cuatro pisos y un sótano en una área de 4498.57 m², construida en 2005 para la Oficina de Consulta para el intercambio y cooperación intercoreana. La construcción costo 8 mil millones KRW de la época ($7.1 millones), pagados por el gobierno surcoreano. El 11 de octubre de 2018, se informó que una planta de tratamiento de agua la cual sería utilizada por la oficina había sido restaurada.  El 25 de octubre de 2018, la renovación y las reparaciones del edificio que albergaba la oficina fueron completadas. El gobierno surcoreano gastó 9.7 mil millones KRW ($8.6 millones) en estas renovaciones.
La primera reunión en la Oficina de Enlace ocurrió entre los delegados de las dos Coreas el 22 de octubre de 2018, con la preocupación principal en la cooperación de silvicultura entre ambas Coreas. Una reunión tuvo lugar en la oficina entre el viceministro surcoreano de Cultura, Deportes y Turismo, Roh Tae-kang y el viceministro norcoreano de Deportes y Cultura Física, Won Kil U, el 2 de noviembre de 2018, la plática resultó en ofertas para realizar equipo coreano unificado para los Juegos Olímpicos de 2020 y para que ambas coreas sean sede de los Juegos Olímpicos de 2032. Otra reunión fue llevada a cabo el 2 de noviembre de 2018 entre el Viceministro surcoreano para la Unificación coreana Chun Hae-Sung y su contraparte norcoreano, Jon Jong-su. Ambos hombres encabezaron la oficina y cada quien sirvió como jefe de enlace para su respectivo país. Ambos Chun y Jon cooperaron y discutieron en varias proyectos intercoreanos.
Debido a las medidas tomadas para contener la pandemia por coronavirus, la oficina fue cerrada el 30 de enero de 2020.

## Demolición del edificio
El 16 de junio de 2020 a las 2:50 p. m., el edificio fue derribado por Corea del Norte. La Agencia Telegráfica Central coreana liberó una declaración diciendo que "la oficina de enlace fue trágicamente arruinada con una explosión fabulosa" y que reflejaba "la mentalidad de la gente enfurecida" de su país. El 13 de junio, tres días antes de la demolición, Kim Yo-jong, la hermana de Kim Jong-un, había pronosticado el derrumbe del edificio como represalia por un fracaso de Corea del Sur por tomar medidas enérgicas en los desertores norcoreanos viviendo en Corea del Sur quién utilizaron globos para enviar antipropaganda del régimen norcoreano a través de la frontera.
La destrucción coincidió con el 20.º aniversario de la primera cumbre intercoreana entre Kim Dae-jung y Kim Jong-il. Las cámaras de vigilancia en Corea del Sur mostraron que cuándo el edificio fue destruido, un rascacielos cercano al edificio que anteriormente albergaba a oficiales surcoreanos se colapsó parcialmente debido a la fuerza de la explosión.
El presidente de Corea del Sur, Moon Jae-in respondió aumentando el nivel de alerta del ejército surcoreano y diciendo que habría una severa repercusión si Corea del Norte continuaba levantando las tensiones. Una declaración liberada por la Casa Azul, la oficina ejecutiva de Corea del Sur, dijo que la destrucción del edificio "es un acto que va contra las expectativas de quienes deseaban por el desarrollo de las relaciones entre las dos coreas y el establecimiento de la paz en la Península coreana," y que "El gobierno hacía claro que la responsabilidad para todo aquello que siga tras esto es enteramente de el lado norcoreano."

## Funciones
La oficina de enlace intercoreana tenía las siguientes funciones:
- Contacto y consulta entre las dos Coreas sobre asuntos de las relaciones intercoreanas.
- Negociaciones, enlaces y consultas sobre las diversas conversaciones entre las dos Coreas.
- Asuntos relacionados con la investigación conjunta para la cooperación de intercambio entre las dos Coreas.
- Cooperación de intercambio entre las dos Coreas en los campos económicos, culturales, sociales, artísticos, de la salud, la educación y la ayuda humanitaria.
- Apoyo a las conversaciones para la organización de eventos en conjunto

Además, se reconoce que la realización de tareas delegadas tras un acuerdo entre las dos Coreas es necesario para la expansión y el desarrollo del intercambio y la cooperación intercoreana.